# Contea di Xixiang
La contea di Xixiang (西乡县S, Xīxiāng XiànP) è una contea della Cina, situata nella provincia dello Shaanxi e amministrata dalla prefettura di Hanzhong.